# Ribáry József

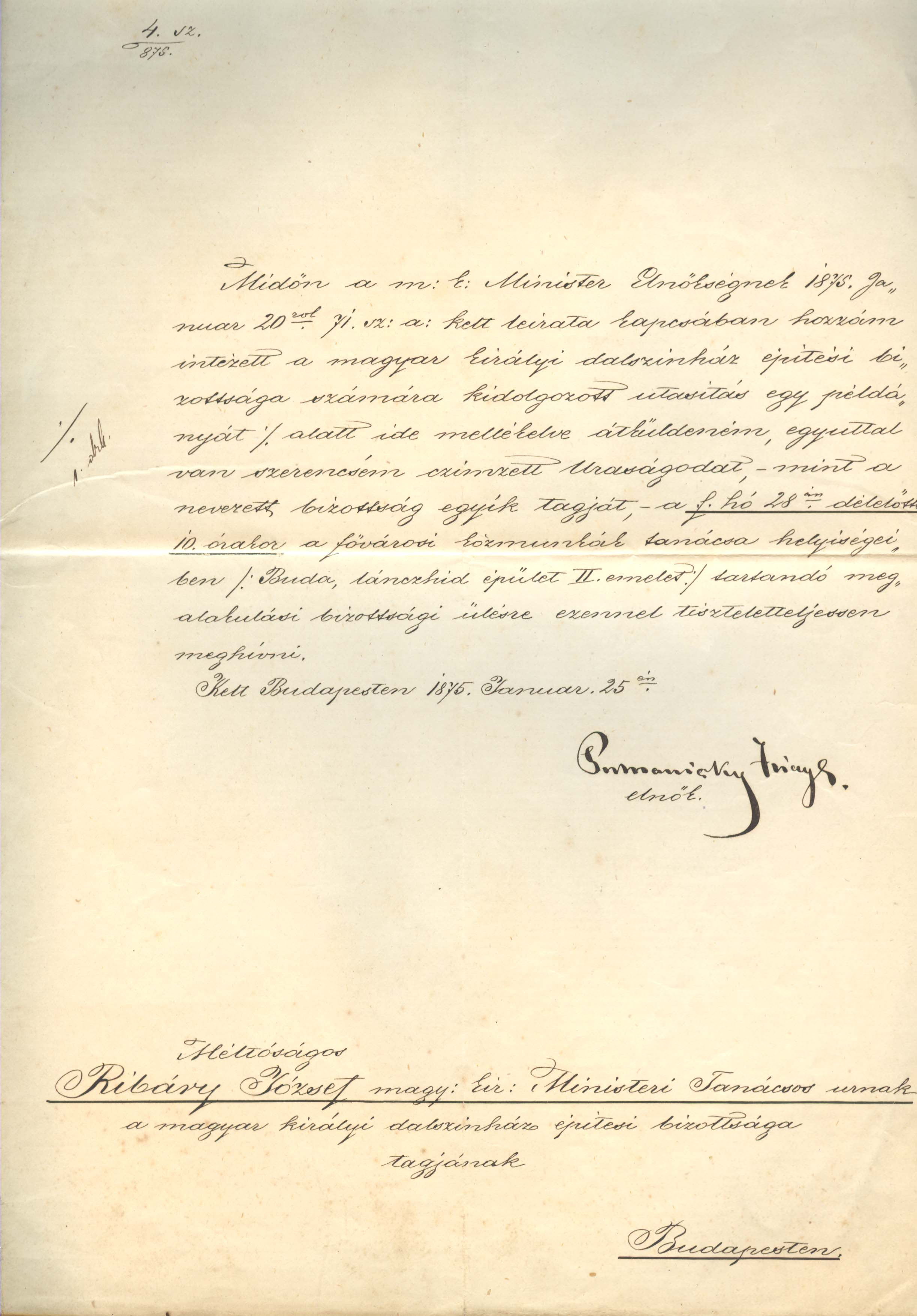
Ribáry József miniszteri tanácsos, a Dalszínház (Operaház) építési bizottsági tagjának küldött meghívó Podmaniczky Frigyes aláírásával.

Ribári Ribáry József (Buda, 1825. január 25. – Budapest, 1901. május 21.) jogász, budai főkormányzósági titkár, miniszteri tanácsos, költő, jogi író, a főrendiház tagja.

## Életrajza
Középiskoláit Budán végezte. A bölcseletet és jogot a pesti egyetemen hallgatta, a két évi joggyakorlat után a vizsgálatokat kitűnő eredménnyel tette le. 1846-ban az ügyvédi diplomát nyerte el, mely évben Budán tiszteletbeli tollnok lett. 1849-ben tekintettel nyelvismereteire, a magyar külügyminisztériumban nyert alkalmazást. Később mint fogalmazó működött a soproni főispánnál, ezután pedig mint titkár a nagyváradi helytartóságnál és a budai főkormányzóságnál. 1862-ben valóságos tanácsos lett a helytartótanácsnál, 1867-ben osztálytanácsos a belügyminisztériumban, 1868-ban pedig valóságos miniszteri tanácsossá nevezték ki. E minőségben több törvényjavaslatot készített, melyeknek nagy része tényleg törvénnyé vált. A belügyminisztériumot, más minisztériumoknál törvényjavaslatok felett tartott tanácskozmányban, rendesen ő képviselte. A kormány által kinevezett tagja volt az országos statisztikai tanácsnak. A IX. nemzetközi statisztikai kongresszuson a belügyminisztériumot ő képviselte. Tagja volt a belügyminisztérium képviseletében a tiszai kölcsön-kiosztó-bizottságnak és évekig az államvizsgálati bizottság államtudományi osztályának. Társadalmi téren is működött. Hivatalos tanulmányutat tett 1869-ben Dél-Németországban, Franciaországban és Angliában, 1872-ben Észak-Németországban, Belgiumban és Hollandiában. Ezen utazásoknál tanulmányainak tárgyai voltak a közrendészeti intézmények általában. A Dalszínház (Operaház) építési bizottsági tagja. 1890-ben saját kérelmére nyugalomba helyezték és őfelsége a főrendiház tagjává nevezte ki. A III. osztályú vaskorona- és a Szent István-rend birtokosa volt. A főrendiházban a gazdasági, a közjogi és törvénykezési, a naplóbíráló és a felirati bizottság tagja volt. Évekig főjegyzője volt a vöröskereszt-egyesületnek és felügyelőbizottsági tagja a magyar jelzálog hitelbanknak. Sírja a Farkasréti temetőben található (Hv2. (102.) parcella, 5-15/16)
Fiatalabb korában költeményeket írt (Zsenge mutatványok. Pest, 1839.) sat. Jog- és törvénytudományi cikkei a szakfolyóiratokban; országgyűlési beszédei és előterjesztései a Naplókban vannak.